# سیارک ۱۸۱۱
سیارک ۱۸۱۱ (به انگلیسی: 1811 Bruwer، نامگذاری:4576P-L) هزار و هشتصد و یازدهمین سیارک کشف شده‌است که در ۲۴ سپتامبر ۱۹۶۰ کشف شد.
قدر مطلق سیارک برابر ۱۰٫۷۰ است.